# Bernt Jonasson
Bernt Jonasson, född 1936 i Karlskrona, död 2014, var en svensk målare, tecknare och grafiker. 
Jonasson studerade vid Slöjdföreningens skola och Valands målarskola i Göteborg. Han ställde ut på bland annat Galleri Birkdam i Köpenhamn, Galleri Prisma i Stockholm, Galleri Lucifer i Skövde, Galleri Avenyn i Göteborg samt tillsammans med Bertil Berg och Åke Nilsson på Malmö konsthall. Hans konst består av symboliska, realistiska målningar med surrealistiska drag med stadslandskap och det fria landskapet. Han tillhörde tillsammans med Bertil Berg, Roj Friberg, Folke Lind, Åke Nilsson och Gunnar Thorén konstnärsgruppen Sex Aspekter. 
Jonasson är representerad vid Moderna museet, Göteborgs konstmuseum, Örebro läns museum, Borås konstmuseum och Örebro läns landsting.